# Ga đại học Yeungnam

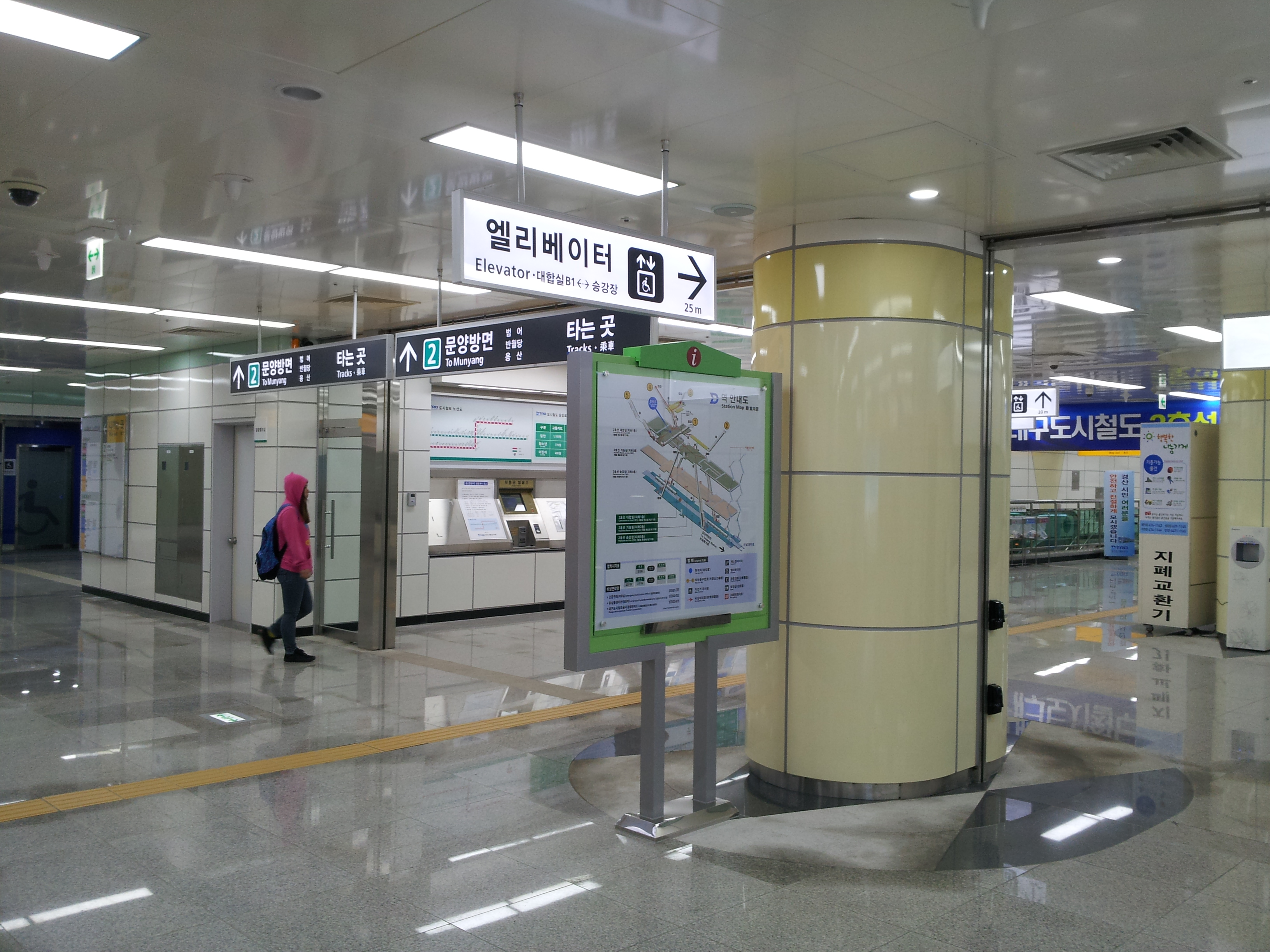
Phòng chờ nhà ga

Ga đại học Yeungnam là ga của Daegu Metro tuyến 2 ở Dae-dong, Gyeongsan, Gyeongsang Bắc, Hàn Quốc.

## Liên kết
- Mạng thông tin trạm Lưu trữ ngày 28 tháng 2 năm 2014 tại Wayback Machine từ Tổng công ty vận chuyển đô thị Daegu